# Leopold Zarzecki
Leopold Zarzecki (ur. 14 listopada 1855 w Gołkowicach, zm. 11 maja 1929 w Biertułtowach) – polski działacz społeczny i narodowy na Górnym Śląsku, chrześcijański demokrata, dziennikarz, współpracownik Wojciecha Korfantego.

## Życiorys
Ukończył szkołę podstawową w Gorzycach. W wieku 16 lat wyjechał do Westfalii, gdzie pracował jako górnik w mieście Bottrop. Zaangażował się w działalność społeczną dla Ślązaków osiadłych w Zagłębiu Ruhry. W 1887 roku założył w Bottrop bezpłatną czytelnię prasy i książek polskich. Publikował artykuły w prasie polskojęzycznej m.in. w „Katoliku” oraz „Nowinach Raciborskich”. Po powrocie na Górny Śląsk osiadł w Biertułtowach (dziś Radlin). W 1892 założył Związek Katolickich Robotników pod wezwaniem św. Józefa oraz Związek (Towarzystwo) św. Barbary w Radlinie. W 1907 rozpoczął działalność lokalnego koła krakowskiej organizacji  „Eleusis” w Biertułtowach. W działalności koła skupiał się na krzewieniu języka polskiego, również poprzez działalność artystyczną, m.in. kół śpiewaczych czy teatru. Leopold Zarzecki był jednym z głównych organizatorów Towarzystwa Polskiego „Ognisko” w Wodzisławiu oraz jednym z inicjatorów budowy kościoła w Biertułtowach. Po odzyskaniu przez Polskę niepodległości i okresie powstań śląskich, usunął się z życia publicznego. Zmarł na udar serca. Został pochowany na cmentarzu w Biertułtowach.

## Ordery i odznaczenia
- Gwiazda Górnośląską
- Medal Niepodległości i
- Krzyż Zasługi z Mieczami[9].

## Upamiętnienie
Leopold Zarzecki jest patronem parku w Radlinie.